# Удар времени
Удар времени (англ. Timelash) — пятая серия двадцать второго сезона британского научно-фантастического телесериала «Доктор Кто», состоящая из двух 45-минутных эпизодов, которые были показаны в период с 9 по 16 марта 1985 года.

## Сюжет
ТАРДИС внезапно попадает в коридор Контрона, похожий на временной коридор. С большими трудностями выбравшись, они попадают на планету Карфел. Ей управляет тиран Борад, который не показывается на публике, а на экранах выглядит как величавый старец. Всех мятежников приговаривают к Удару времени, изгнанию в коридор во времени и пространстве. Мэйлин — старший из пяти советников Карфела. Один из таких, Микрос, недоволен правлением Борада, а их бывшие союзники, бандрилы, собираются начать вторжение из-за прекращения поставок зерна.
Мэйлин Ренис дает Микросу благословение на бунт, но Борад выясняет это, и мэйлина состаривают насмерть, а Микроса приговаривают к Удару. Но прежде вмешивается Вина, дочь Рениса и девушка Микроса. Она крадет амулет, обеспечивающий подачу энергии, у нового мэйлина Тэккера, и падает в Удар времени сама.
Мэйлин, поняв, что ТАРДИС — шанс вернуть амулет, радушно встречает гостей, но Доктор подозревает обман, видя гигантские скачки в развитии и запрет на зеркала. Чтобы заставить Доктора сотрудничать, он запирает Пери в пещерах гигантских ящериц морлоксов, где ее спасают повстанцы Кац и Сизон, которых вскоре, однако, ловят стражи.
Через коридор Доктор прибывает в Шотландию 1885 года, где встречает Вину с амулетом и молодого Герберта. Все трое возвращаются на Карфел, Доктора, Вину и Герберта отправляют к повстанцам, а Сизона и Каца приговаривают к Удару времени. Отбившись, Доктор достает из коридора два контронных кристалла, с помощью которых он создает временной разрыв.
Тэккер обвиняет советника Кендрона в предательстве, а Борад оказывается гибридом человека и морлокса. Бораду нравится Пери, и он собирается превратить её в себе подобную. Вскоре прибывает Доктор и сталкивается с Тэккером и Борадом, которого на самом деле зовут Мегелен. Он ученый, пострадавший в одном из своих экспериментов. Мегелен собирается спровоцировать войну с бандрилами, чтобы те уничтожили карфелонцев, но оставили его и морлоксов. Тэккер бунтует, но его быстро убивают, а Доктор контронным кристаллом отражает луч Мегелена в него самого и убивает.
Герберт помогает Доктору освободить Пери. В зале совета Микрос и Вина обнаруживают приближающийся флот бандрилов. Те, не веря Доктору, выпускают ракету по планете, но Доктор загораживает ее с помощью ТАРДИС, рискуя жизнью. Вернувшись на планету он обнаруживает выжившего Мегелена, но его выводит из себя зеркало, и в этом состоянии его кидают в Удар времени, где возможно становится Лох-несским монстром.
Доктор и Пери собираются отправляться, но Герберт хочет остаться на Карфеле. Однако Доктор говорит Пери, что у него есть чувство, что Герберт вернется домой. Он показывает ей его визитку, на которой написано Герберт Уэллс.

## Трансляции и отзывы
| Эпизод            | Дата показа   | Продолжительность | Телезрители (в миллионах) |
| ----------------- | ------------- | ----------------- | ------------------------- |
| «Часть 1»         | 9 марта 1985  | 45:00             | 6,7                       |
| «Часть 2»         | 16 марта 1985 | 44:36             | 7,4                       |
| [ 1 ] [ 2 ] [ 3 ] |               |                   |                           |